# Élections générales espagnoles de 2016 à La Rioja
Les élections générales espagnoles de 2016 (en espagnol : Elecciones generales de España de 2016) se sont tenues le dimanche 26 juin 2016 afin d'élire les 350 députés et 208 des 266 sénateurs de la XIIe législature des Cortes Generales. 4 députés sont élus à La Rioja.

## Résultats

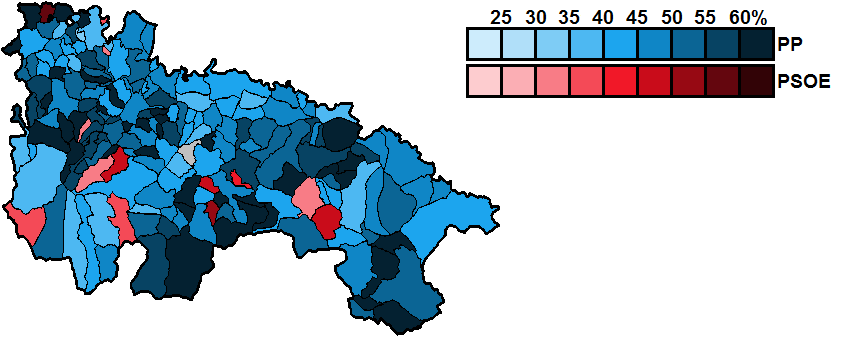
Résultats par commune.

| Parti                  | Parti                                                   | Voix    | %     | +/-  | Sièges | +/-           |
| ---------------------- | ------------------------------------------------------- | ------- | ----- | ---- | ------ | ------------- |
|                        | Parti populaire (PP)                                    | 73 708  | 42,61 | 4,27 | 2      | en stagnation |
|                        | Parti socialiste ouvrier espagnol (PSOE)                | 42 010  | 24,29 | 0,60 | 1      | en stagnation |
|                        | Unidos Podemos (UP) (Pod.-IU-Equo)                      | 28 772  | 16,63 | 3,40 | 1      | en stagnation |
|                        | Ciudadanos (Cs)                                         | 24 180  | 13,98 | 1,15 | 0      | en stagnation |
|                        | Parti animaliste contre la maltraitance animale (PACMA) | 1 350   | 0,78  | 0,12 | 0      | en stagnation |
|                        | Union, progrès et démocratie (UPyD)                     | 425     | 0,25  | 0,52 | 0      | en stagnation |
|                        | Vox                                                     | 366     | 0,21  | Nv.  | 0      | en stagnation |
|                        | Recortes Cero-Grupo Verde (RC-GV)                       | 312     | 0,18  | 0,02 | 0      | en stagnation |
|                        | Sièges en blanc (EB)                                    | 304     | 0,18  | 0,02 | 0      | en stagnation |
|                        | Parti communiste des peuples d'Espagne (PCPE)           | 250     | 0,14  | 0,01 | 0      | en stagnation |
|                        | Liste commune HRTS-Ln                                   | 80      | 0,05  | Nv.  | 0      | en stagnation |
|                        | Vote blanc                                              | 1 225   | 0,71  | 0,13 |        |               |
|                        |                                                         |         |       |      |        |               |
| Suffrages exprimés     | Suffrages exprimés                                      | 172 982 | 98,90 |      |        |               |
| Votes nuls             | Votes nuls                                              | 1 931   | 1,10  |      |        |               |
| Total                  | Total                                                   | 174 913 | 100   | -    | 4      | en stagnation |
| Abstention             | Abstention                                              | 72 757  | 29,38 |      |        |               |
| Inscrits/Participation | Inscrits/Participation                                  | 247 670 | 70,62 |      |        |               |